# Mycetophila willinki
Mycetophila willinki är en tvåvingeart som beskrevs av Duret 1981. Mycetophila willinki ingår i släktet Mycetophila och familjen svampmyggor. Inga underarter finns listade i Catalogue of Life.